# 人际吸引
人际吸引（英語：interpersonal attraction）是指人与人之间的吸引，它会导致柏拉图式关系或浪漫關係的发展。它不同于诸如外貌吸引力之类的感知，它涉及到什么是美丽或有吸引力的；什么不是美丽或有吸引力的类似观点。
人际吸引的研究是社会心理学的一个重要研究领域。人际吸引与一个人喜欢、不喜欢或讨厌某人的程度有关。它可以被看作是一种作用于两个人之间的力量，这种力量倾向于把他们拉到一起，阻止他们分离。在衡量人际吸引时，必须参考被吸引者和吸引者的素质，以达到预测的准确性。有人建议在确定吸引力时，既要考虑个性因素，也要考虑情境因素。

## 衡量
在社会心理学中，人际吸引最常用栋恩·波恩(Donn Byrne)所开发的人际吸引判断量表来衡量。 在这个量表中，受试者根据智力、时事知识、道德、调整、可爱性和作为工作伙伴的期望等因素对另一个人进行评价。这个量表似乎与其他衡量社会吸引的指标直接相关，如社会选择、对约会的欲望、性伴侶或配偶、自愿身体接触、眼神交流频率等。
Kiesler和Goldberg分析了各种通常用作吸引力度量的反应度量，并提取了两种因素：第一种是以社会情感为主要特征，包括喜欢、愿意参加社交俱乐部和聚会、选择座位和一起吃午饭等变量。第二种包括投票、钦佩和尊重，以及寻求对方的意见等变量。 另一种广泛使用的衡量方式是，以感兴趣的人的主观评价或判断来衡量口头反应。

## 成因
人际吸引的成因很多。研究表明，所有因素都与社会强化有关 。最常被研究的包括外貌吸引力、接近性（相互交流的频率）、熟悉度、相似性、互补性、相互喜欢和增強。例如，熟悉度的影响表现为物理上的接近和互动增强了凝聚力，这是一个促进交流的社会概念，由于相似性或满足重要目标的能力，而对特定个体的积极态度 相似性被认为比差异更容易引起喜爱和吸引力。 许多研究都集中在外貌吸引力对个人吸引力的作用上。其中一项发现是，人们倾向于将诸如智力、能力和热情等积极的品质归功于外表美丽的人。

## 接近效应
接近效应依赖于这样一种观察：“我们与一个人见面和互动越多，他或她就越有可能成为我们的朋友或性伙伴。”这种效应与单纯的多看效應非常相似，一个人受到的刺激越多，他就越喜欢这种刺激，不过也有例外。 在没有真正的接触下也可以产生熟悉感。

## 多看效应
多看效應，也被称为熟悉定律，说明一个人接触到某个事物越多，就越喜欢它。这对物体和人都适用。 1992年的一项研究清楚地说明了这一点: 研究人员让四名相貌相似的女性在一个学期内参加一个大型的大学课程，每个女性参加的课程数量不同（0、5、10或15）。然后，学生们在学期结束时对这些女生的熟悉度、吸引力和相似性进行打分。 然而，多看并不总是增加吸引力。例如，当一个人对另一个人的重复行为变得越来越烦恼和过敏，而不是越来越喜欢他或她的特质时，就会发生社会过敏效应。

## 相似吸引效应

### 广义
“物以类聚，人以群分”，这句谚语被用来说明相似性是决定人际吸引的一个重要因素 。关于吸引力的研究表明，人们会被外貌和社交形象上与自己相似的人强烈吸引。这种相似性从最广义上来说就是：骨骼结构、性格特征、生活目标和外貌的相似性。这些点越吻合，人们在一段关系中就越快乐。
相貌相似效应起着自我肯定的作用。一个人通常喜欢收到对他的生活、想法、态度和性格等方面的认可，而且人们似乎在寻找一个像自己的人共度一生。看法相似的比例与人际吸引的大小密切相关。开朗的人喜欢和其他开朗的人在一起，消极的人更愿意和其他消极的人在一起。 2004年的一项基于间接证据的研究得出结论，人类选择配偶的部分依据是与自己的面部相似性。
根据莫里的吸引相似性模型（2007），人们普遍认为具有实际相似性的人会产生初始吸引力 。感知到的相似性要么是为自己服务的，比如在友谊中；要么是为关系服务的，比如在浪漫关系中。在1963年的一项研究中，西奥多·纽科姆指出，人们倾向于通过改变感知到的相似性来获得关系的平衡。 此外，在面对面的初次浪漫邂逅中，感知到的相似性（而非实际的相似性）能够预测人际吸引。
在1988年的一项研究中，Lydon、Jamieson和Zanna提出，人际相似性和吸引力是一种多维结构，在这种结构中，人们在人口统计学、外表、态度、人际风格、社会和文化背景、个性、偏好的兴趣和活动，以及沟通和社会技能方面都会被自己相似的人所吸引。 纽科姆1961年早些时候对大学宿舍室友的研究也表明，有共同背景、学业成就、态度、价值观和政治观点的人通常会成为朋友。

### 外貌
社会学家厄文·高夫曼提出的配对假说表明，人们更容易与那些在社会属性（如外貌吸引力）上同样匹配的人形成长期的关系。 沃尔斯特和沃尔斯特的研究表明，在外貌吸引力方面相似的伴侣对彼此表现出最大的喜爱，从而支持了配对假说。 另一项研究也发现了支持匹配假设的证据：约会和订婚夫妇的照片在吸引力方面进行了评级，并且发现了具有相似吸引力的两人有约会或订婚的倾向 。若干研究支持了这一相似面部吸引力的证据。PentonVoak、Perrett和Peirce（1999）发现，受试者认为自己的脸变形后的照片更有吸引力。 DeBruine（2002）在她的研究中展示了，在一个信任游戏里，受试者会将更多的钱托付给与他们长相相似的玩家。 Little、Burt与Perrett（2006）检验了在控制年龄和颜值吸引力的情况下，已婚夫妇之间也会出现与感知人格的匹配。
一项在哥伦比亚大学研究生身上进行的速配实验表明，尽管潜在伴侣更喜欢外表吸引力，但是男性比女性更喜欢外表吸引力。 然而，最近的研究表明，当研究现实生活中潜在伴侣的实际偏好时，对身体吸引力的理想伴侣偏好的性别差异消失了 。例如，Eastwick与Finkel（2008）未能发现在快速约会模式中，对潜在伴侣的外表吸引力和浪漫兴趣的初始评级之间的联系存在性别差异。

### 嗓音
除了外表，嗓音的质量也被证明可以增强人际吸引。小口孝司和菊池浩人（1997）让来自同一所大学的25名女学生评价了来自另一所大学的4名男学生的嗓音吸引力、外貌吸引力和整体人际吸引。嗓音和外貌吸引力对整体人际吸引力的影响相互独立。在同一研究的第二部分，这些结果在更大的男女学生样本中得到了重复（62名受试者，20名男性和42名女性，16名目标学生，8名男性和8名女性）。 同样的，Zuckerman、Miyake与Hodgins（1991）发现嗓音和外貌吸引力都对观察者评价目标的吸引力有显著的贡献。 这些结果表明，当人们认为一个人的声音有吸引力时，他们也倾向于认为这个人有吸引力。

### 态度
根据拜恩的吸引力法則 ，对一个人的吸引力与他所具有的“态度相似性”的比例呈正相关。根据认知一致性理论，态度和兴趣上的差异会导致厌恶和回避，而态度上的相似会促进社会吸引。  米勒（1972）指出，态度相似性激发了人们对彼此的吸引力和好感信息，而不同性则会降低这些暗示的影响。
Jamieson、Lydon与Zanna的研究表明，态度相似性可以预测人们如何评价他们对彼此的尊重，也可以预测社会和智力的第一印象——前者通过活动偏好相似性，后者通过基于价值的态度相似性 。在群体间比较中，高态度相似性会导致群体内成员的同质性，而低态度相似性会导致群体内成员的多样性，促进社会吸引力，并在不同任务中取得高的群体绩效。
虽然态度相似性和吸引力呈线性关系，但吸引力对态度变化的影响可能不大。

### 其他社会和文化方面
Byrne、Clore与Worchel（1966）认为，经济地位相似的人更容易被彼此吸引。 Buss与Barnes（1986）还发现，人们更喜欢他们的浪漫伴侣在某些人口特征上相似，包括宗教背景、政治倾向和社会经济地位。
研究人员发现人际吸引力与人格相似性呈正相关。 人们倾向于渴望在亲和性、尽责性、外向性、情绪稳定性、经验开放性和依恋类型上与自己相似的浪漫伴侣。
活动相似性对喜好判断的预测作用尤其明显，它影响着对吸引力的判断。 根据社会吸引力的会话后测量，策略相似性与伴侣满意度和总体竞争力评价呈正相关，而与观点转变和感知说服力测量无关。
当检查相似的变量时，他们也被认为在许多性格特征上更加相似。这项研究发现，平均关系的长度与对相似性的感知有关；在一起的时间越长的夫妻一样的地方越多。这种效应可以归因于这样一个事实：随着时间的推移，夫妻通过共同的经历变得更加相似，或者相似的夫妻在一起的时间更长。
相似性通过最初的相互吸引来开始一段关系。结果表明，高态度相似性使目标人初始吸引力显著增加，高态度不同性使初始吸引力降低。 相似性也会促进关系承诺。对异性恋约会伴侣的研究发现，伴侣内在价值观的相似性与关系承诺和稳定性有关。
社会学同婚（homogamy）是说“对配偶相似性的被动、间接影响”。结果表明，年龄和文化程度是影响择偶偏好的重要因素。由于年龄相仿的人在同一所学校中的学习和交往的机会较多，所以接近效应（即人们倾向于与那些有共同特征的人见面并花时间在一起）对配偶相似性有显著影响。趋同（convergence）是指随着时间推移相似性会增加。尽管之前的研究表明，态度和价值观比人格特质有更大的影响，但研究发现，最初的搭配（即在婚姻刚开始的时候，夫妻之间的相似性）而不是趋同，在解释配偶的相似性方面起着关键作用。

## 互补
互补模型解释了是“物以类聚”还是“异性相吸”。
研究表明，伴侣之间的互补性会增加他们对彼此的吸引力。互补的伴侣更喜欢更亲密的人际关系 。相比于关系质量得分较低的夫妇，那些爱情与和谐关系相当好的夫妇在支配地位方面更加不同。
Mathes与Moore（1985）发现，与那些不了解自己的人相比，人们更容易被接近理想自我的同龄人所吸引。具体来说，自尊心弱的人比自尊心强的人更愿意建立互补关系。 我们被那些能够补充我们的人所吸引，因为这使我们能够保持我们喜欢的行为方式，而与那些能够补充我们行为方式的人进行互动， 可能会给我们带来一种自我肯定和安全感。

### 相似性与互补性
相似性和互补性原则表面上似乎是矛盾的 。事实上，它们在温暖的维度上是一致的。这两项原则都表明友好的人更喜欢友好的伙伴。
相似性和互补性的重要性可能取决于关系的阶段。相似性似乎在最初的吸引力中占有相当大的比重，而互补性则随着关系的发展而变得重要 。Markey（2007）发现，如果他们的伴侣与他们不同，至少在支配地位方面不同，人们会对他们的关系更满意，因为两个占主导地位的人可能会经历冲突，而两个服从的人可能会沮丧，因为没有采取主动。
感知和实际行为可能并不一致。在一些案例中，主导型的人认为他们的伴侣同样具有主导性，然而对于独立的观察者来说，他们的伴侣的实际行为是顺从的（即与他们认为的相反） 。尽管有相反的证据，为什么人们认为他们的浪漫伴侣和他们很相似仍然不清楚。

## 进化理论
人类人际吸引的进化理论指出，当某人具有表明他很有生育能力的身体特征时，异性吸引最常发生。考虑到夫妻/恋爱关系的一个主要目的是繁衍后代，因此人们会投资于那些看起来很有生育能力的伴侣，从而增加了他们的基因遗传给下一代的机会。这一理论受到了批评，因为它无法解释同性夫妇或不想要孩子的夫妇之间的关系，尽管这可能与一个人是否想要孩子仍然受制于产生孩子的进化力量这一事实有关。
进化论还表明，身体特征表现出健康的人更有吸引力。该理论认为，一个健康的伴侣更有可能拥有与健康相关的遗传特征，这些特征会遗传给后代。例如，人们倾向于认为面部匀称的人比面部不匀称的人更有吸引力。不过，研究人员进行了一项测试，发现完美对称的面孔不如正常的面孔有吸引力。根据这项研究，描绘最高吸引力的对称和非对称面部特征的精确比例仍然没有确定。
也有人认为，人们会被与自己相似的面孔所吸引，是因为这些面孔会暗示具有亲属关系。例如，Debuine等人（2008）的一项研究发现，人们认为那些电脑模拟的与自己相似的面孔具有更多的亲社会属性，但是他们不太会觉得这些面孔具有性吸引力。这些结果支持“包容性适应理论”，该理论预测有机体将帮助更远亲的近亲。这些结果支持了“内在适应度理论”，该理论预测生物体会帮助近亲而不是远亲。此外，对近亲繁殖的相对成本和潜在收益的评估表明，在选择配偶时也应考虑亲缘程度。

## 非单身的男性对女性吸引力更强
2009年，梅丽莎·伯克利和杰西卡·帕克在一项研究中测试发现，59%女性对追求一个"理想"单身男人感兴趣；90%女性会对一个"理想"非单身男人感兴趣。

## 分手
一段关系，无论是友谊还是爱情，都有可能走到尽头（分手），原因有很多。一个原因来自公平理论：如果一段关系中的一个人觉得这段关系中的个人成本超过了回报，那么这个人很有可能会结束这段关系。例如，由于内疚和羞愧，成本可能超过回报。